# TVR Griffith 200
Unter der Bezeichnung TVR Griffith 200 wurden in Großbritannien von 1963 bis 1967 einige zweisitzige Sportwagen verkauft. Der TVR Griffith 200 ist das britische Parallelmodell zu den in den USA vertriebenen Sportwagen Griffith 200 bzw. Griffith 400 und ist wie diese eng mit dem TVR Grantura verwandt. Die britische Version dieses Sportwagens wird der Marke TVR zugerechnet, die US-Version hingegen nicht.

## Entstehungsgeschichte
Der britische Sportwagenhersteller Layton Sports Cars/TVR Cars in Blackpool produzierte seit den frühen 1960er-Jahren die kompakten Sportcoupés Grantura, die unter der Marke TVR als Bausatz oder als Komplettfahrzeuge verkauft wurden. Sie waren werksseitig mit Vierzylindermotoren von BMC, Coventry Climax oder Ford of Britain ausgestattet. Nach der Insolvenz von TVR Cars übernahm Grantura Engineering die Fertigung der Grantura.
Der TVR Grantura war in einer ähnlichen Marktnische angesiedelt wie der AC Ace. Nachdem Carroll Shelby den Ace mit einem amerikanischen Achtzylindermotor von Ford ausgestattet und das Auto unter der Bezeichnung AC Cobra erfolgreich auf dem nordamerikanischen Markt etabliert hatte, entwickelte der New Yorker Automobilhändler Jack Griffith auf der Grundlage des TVR Grantura ein ähnlich konzipiertes Auto: Er rüstete den Grantura mit dem gleichen Motor aus, der auch im AC Cobra im Einsatz war. Nach Abstimmung mit Grantura Engineering begann die Produktion 1962.
Die Produktion der Modelle, die für den US-amerikanischen Markt bestimmt waren, wurde aufgeteilt: Grantura Engineering in Blackpool komplettierte die Fahrzeuge einschließlich Chassis, Fahrwerk und Karosserie, jedoch ohne Motor und Getriebe. In dieser Form wurden die Autos in die USA verschifft. Dort baute Griffith Motors in Long Island Motoren und die Getriebe ein. Diese linksgelenkten Fahrzeuge wurden in den USA als Griffith 200 verkauft. Den Namenszusatz TVR trugen sie nicht.

## Der britische Griffith 200/400: TVR Griffith 200

### TVR Griffith 200 (1963–1964)

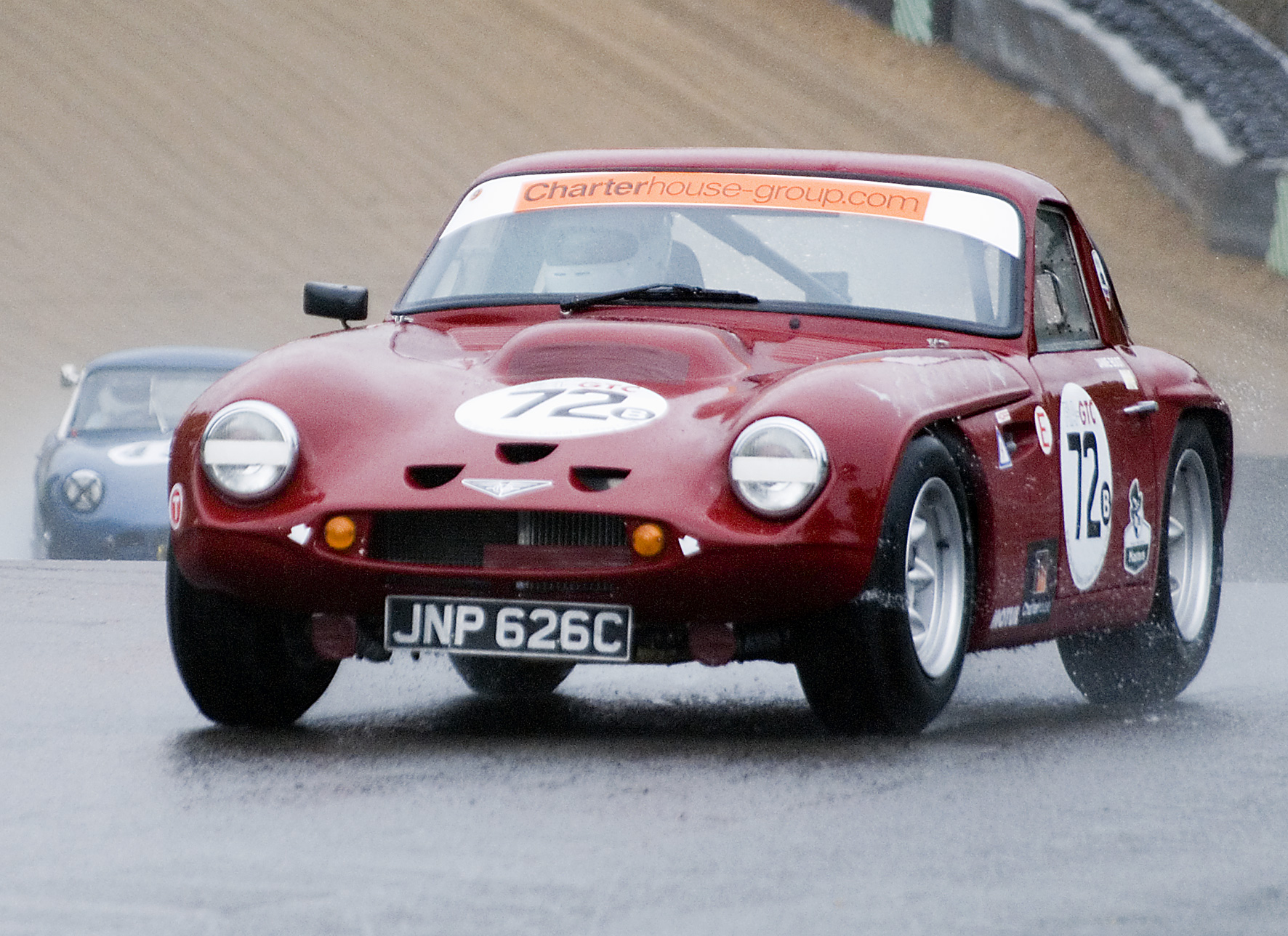
TVR Griffith 200

Parallel dazu baute Grantura Engineering in Blackpool auch technisch gleiche Fahrzeuge mit Rechtslenkung für den britischen Markt. Bei ihnen installierte Grantura den US-amerikanischen Ford-Motor direkt im Werk. Die britischen Autos trugen im Gegensatz zu den US-amerikanischen Autos, an denen Griffith Motors beteiligt war, den Markenzusatz TVR; sie wurden also als TVR Griffith 200 verkauft.
Als Antrieb hat der TVR Griffith 200 einen Achtzylindermotor der Baureihe Ford Windsor 289 mit 4727 cm³ (289 Kubikzoll) Hubraum. Sie leisteten wahlweise  195 bhp bei 4400 Umdrehungen pro Minute oder als HiPo (High Power) 271 bhp bei 6500 Umdrehungen pro Minute. In der Basismotorisierung erreichte der Wagen eine Höchstgeschwindigkeit von 225 km/h und beschleunigte von 0 auf 97 km/h in 6,0 Sekunden. Die HiPo-Version kam nach Werksangaben auf eine Höchstgeschwindigkeit von 258 km/h und eine Beschleunigung von 5,0 Sekunden. Der britische Journalist John Bolster erreichte in Großbritannien bei einem Test mit einem Prototyp, der mit einem BorgWarner-Getriebe ausgestattet war, eine Höchstgeschwindigkeit von 263 km/h, empfand den Wagen aber in den höchsten Geschwindigkeitsbereichen als unsicher.
Insgesamt entstanden etwa 20 TVR Griffith 200. Von der US-amerikanischen Version Griffith 200 wurden dagegen etwa 190 Exemplare gebaut.

### TVR Griffith 200 (1964–1967)

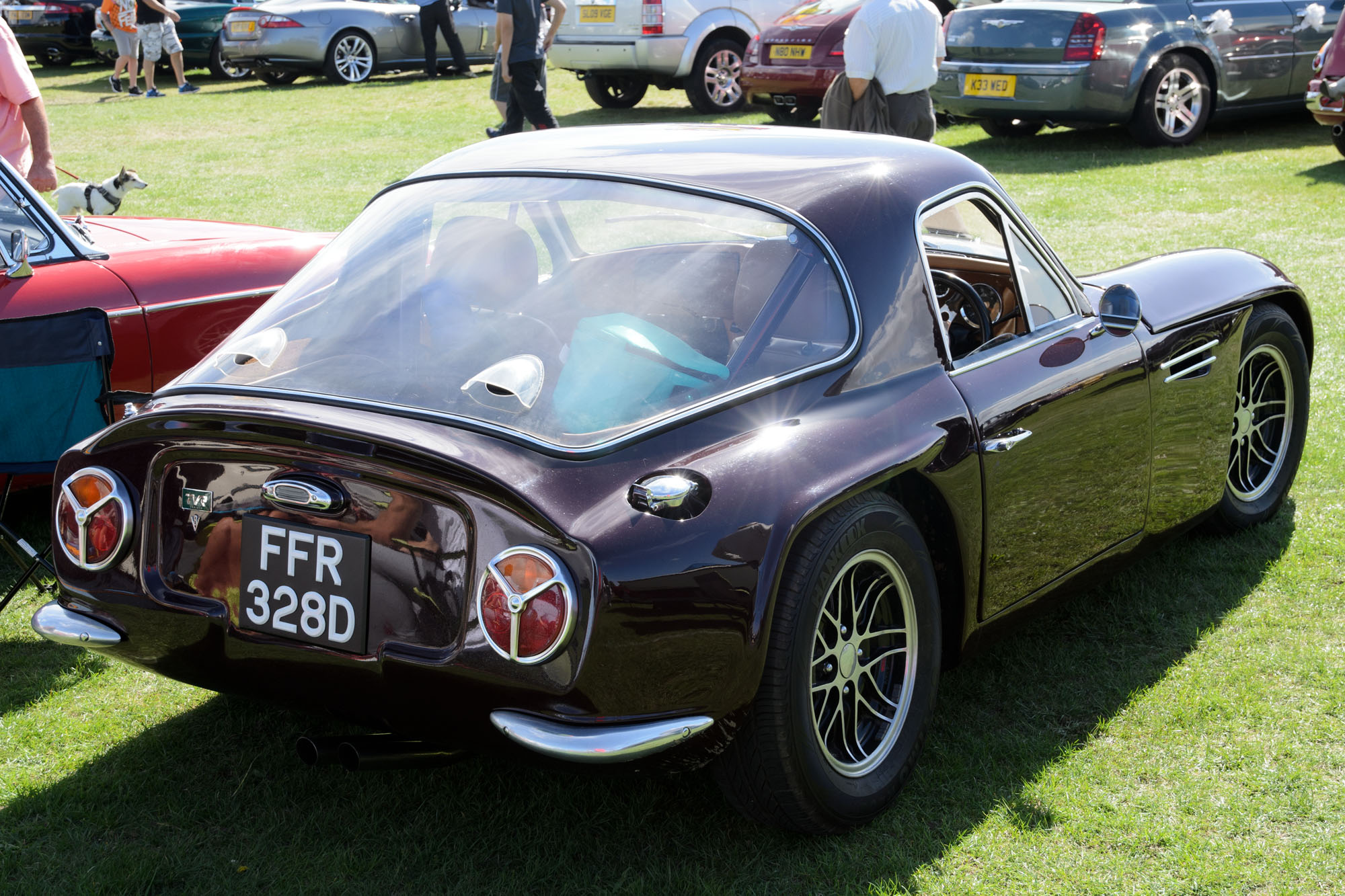
Mit Manx-Heck: britischer TVR Griffith 200, 2. Serie; baugleich mit dem US-amerikanischen Griffith 400

1964 stellte Grantura Engineering den stilistisch veränderten Grantura 1800 S vor. Er hatte eine neu gestaltete Heckpartie, die als Manx-Heck bezeichnet wird. Auf der Grundlage des neuen Modells entstand bei Griffith in Long Beach ebenfalls eine Achtzylinderversion. Sie hieß in den USA Griffith 400 (ohne Markenzusatz TVR). TVR in Blackpool baute auch von diesem Modell eine Version für den britischen Markt. Sie wurde allerdings nicht als TVR Griffith 400 vermarktet, sondern behielt die Modellbezeichnung TVR Griffith 200 bei. In der Konsequenz gibt es also eine USA-Version des Griffith 200 und zwei britische Versionen des TVR Griffith 200.